# Skoven Kirke
Skoven Kirke ligger lidt øst for landsbyen Skoven ca. 11 km NV for Frederikssund (Region Hovedstaden).
Kirken blev opført 1897 i nationalromantisk stil efter tegninger af Martin Borch. Efter en brand 1982 blev Skoven Kirke genopbygget af Mangor & Nagel 1983.
Genopbygningen af kirken i start-firserne, kom til at blive en længere kamp med de sædvanlige instanser, der skal inddrages i kirkesammenhænge. Det erfarede kunstneren Sven-Aage Larsen fra Jægerspris, der sammen med hustruen Lotte W. Larsen, forestod udsmykningen af kirken ved genopbygningen - i tæt samarbejde med arkitekten Torben Hjort fra Mangor & Nagel. Resultatet blev dog ganske flot og har høstet megen anerkendelse. Mange unge bryllupspar har således fået deres kærlighed forseglet i denne lyse kirke og er således et bevis på, at denne kirke har fundet sin plads i den moderne verden - til trods for sin placering midt mellem sommerhuse og militære 3.verdenskrigs øvelser.
Ideen i udsmykningen udsprang i, at der skulle laves "et lyst og venligt rum", som Sven-Aage udtrykte det. Udvendigt er kirken stort set uændret , men indvendigt er der sket store ting. Til væggene har kunstnerparret produceret ca. 3000 stentøjskakler med vievandskorset. Alt er lavet i hånden. Produktionen foregik i parrets værksted i Koblerne, som ligger opad Nordskoven. I koret står en betonramme, der indrammer en smuk glasmosaik. Glasmosaikken er tegnet af Sven-Aage Larsen og udført hos glarmestrene Frese & sønner. Til bagbelysning af mosaikken er benyttet ovenlysvinduer fra Velux. En god detalje, som indbragte en pris fra Velux-fonden.
Den afdøde, lokale væverske, Mette Feilberg, har vævet prædikestolens fine tæppe, efter oplæg af Sven-Aage Larsen.
Sven-Aage Larsen døde i 2004 efter en kræftsygdom, som følge af hans brug af keramikovnen, der i kirkens genopbygningsår måtte gennemgå en renovering med Zeronit - som viste sig at være et kræftfremkaldende materiale på lige fod med Asbest.

## Eksterne kilder og henvisninger
- Skoven Kirke på KortTilKirken.dk